# Témiscouata (district électoral)
Pour les articles homonymes, voir Témiscouata (homonymie).
Témiscouata est un ancien district provincial du Québec qui a existé de la confédération jusque dans les années 1970.

## Liste des députés

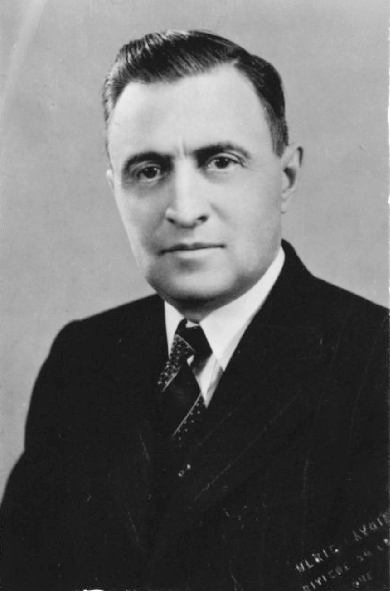
Léon Casgrain est député de Témiscouata de 1927 à 1931

| Années | Années      | Député                     | Parti           |
| ------ | ----------- | -------------------------- | --------------- |
|        | 1867 - 1871 | Élie Mailloux              | Conservateur    |
|        | 1871 - 1875 | Élie Mailloux              | Conservateur    |
|        | 1875 - 1878 | Georges-Honoré Deschênes   | Libéral         |
|        | 1878 - 1881 | Georges-Honoré Deschênes   | Conservateur    |
|        | 1881 - 1886 | Georges-Honoré Deschênes   | Conservateur    |
|        | 1886 - 1890 | Georges-Honoré Deschênes   | Conservateur    |
|        | 1890 - 1892 | Charles-Eugène Pouliot     | Libéral         |
|        | 1892 - 1897 | Napoléon Rioux             | Conservateur    |
|        | 1897 - 1900 | Félix-Alonzo Talbot        | Libéral         |
|        | 1900 - 1904 | Napoléon Dion              | Libéral         |
|        | 1904 - 1908 | Napoléon Dion              | Libéral         |
|        | 1908 - 1912 | Napoléon Dion              | Libéral         |
|        | 1912 - 1916 | Léo Bérubé                 | Conservateur    |
|        | 1916 - 1919 | Louis-Eugène-Aduire Parrot | Libéral         |
|        | 1919 - 1921 | Louis-Eugène-Aduire Parrot | Libéral         |
|        | 1921 - 1923 | Eugène Godbout             | Libéral         |
|        | 1923 - 1926 | Jules Langlais             | Conservateur    |
|        | 1927 - 1931 | Léon Casgrain              | Libéral         |
|        | 1931 - 1935 | Joseph-Wilfrid Morel       | Libéral         |
|        | 1935 - 1936 | Joseph-Alphonse Beaulieu   | Libéral         |
|        | 1936 - 1939 | Louis-Félix Dubé           | Union nationale |
|        | 1939 - 1944 | Joseph-Alphonse Beaulieu   | Libéral         |
|        | 1944 - 1948 | André Pelletier            | Union nationale |
|        | 1948 - 1952 | André Pelletier            | Union nationale |
|        | 1952 - 1956 | Joseph-Antoine Raymond     | Union nationale |
|        | 1956 - 1960 | Joseph-Antoine Raymond     | Union nationale |
|        | 1960 - 1962 | Joseph-Antoine Raymond     | Union nationale |
|        | 1962 - 1966 | Joseph-Antoine Raymond     | Union nationale |
|        | 1966 - 1970 | Montcalm Simard            | Union nationale |
|        | 1970 - 1973 | Montcalm Simard            | Union nationale |